# Appleyard argenté
L'Appleyard (Silver Appleyard) est une très rare race de canard domestique originaire d'Angleterre.

## Histoire
L'Appleyard argenté est sélectionné dans les années 1930 par un éleveur avicole du nom de Reginald Appleyard (également à l'origine de la race de poule d'Ixworth), dans sa ferme de Priory Waterfowls à Ixworth dans le Suffolk. Son but est de sélectionner une race pour sa chair et pour ses œufs qui soit aussi empreinte de beauté, avec un poitrail profond, long et large. Il n'est inscrit qu'en 1982 au standard officiel britannique. Il est inscrit au Standard of Perfection de l'American Poultry Association en l'an 2000.
Une variante miniature (appelée "Miniature Appleyard" en anglais) a été créée dans les années 80 et exposée pour la première fois en 1987. Elle a été reconnue au standard officiel britannique en 1997.

## Description
C'est un canard plutôt lourd et robuste de grande taille. Le mâle peut atteindre 4,1 kg et la cane, 3,5 kg. Le bec du mâle est d'un jaune verdâtre avec un onglet noir. Ses yeux sont brun foncé. Sa tête et son cou sont d'un noir verdâtre et il porte un collier blanc. Son poitrail, ses flancs, son dos sont de couleur acajou, son ventre est blanc argenté ainsi que son bas-ventre et des plumes en toupet à la queue. Son postérieur est noir, ainsi que les plumes supérieures de sa queue. Les ailes sont grises et blanches. Le bout des ailes est noir, puis blanc. Les pattes et les palmes sont de couleur orange. Le plumage de la cane est blanchâtre avec des plumes grises, brunes, chamois et fauve. Elle montre une ligne bleue sur les ailes. La cane peut pondre plus de 200 œufs, jusqu'à 270 (à coquille blanche), par an.
Le canard Appleyard miniature est la réduction du canard Appleyard.